# DOPE (linguagem de programação)
DOPE é uma linguagem de programação criada em  Dartmouth, sucessora de DARSIMCO e precursora de BASIC.